# Iulian Boiko
Iulian Boiko (Kiev, 22 de septiembre de 2005) es un jugador de snooker ucraniano.

## Biografía
Nació en la ciudad ucraniana de Kiev en 2005. Es jugador profesional de snooker desde 2020, aunque se cayó del circuito profesional en 2022 y no ha vuelto a recuperar su plaza. No se ha proclamado campeón de ningún torneo de ranking, y su mayor logro hasta la fecha fue alcanzar los treintaidosavos de final en hasta cinco ocasiones. Tampoco ha logrado hilar ninguna tacada máxima.